# Nagasaka
Pour les articles homonymes, voir Nagasaka (homonymie).
Nagasaka (長坂町, Nagasaka-chō) est un ancien bourg de la préfecture de Yamanashi, ayant existé jusqu'au 1er novembre 2004, date de sa fusion avec les bourgs de Hakushū, Takane et Sutama et les villages d'Akeno, Mukawa et Ōizumi pour former la ville de Hokuto. Il faisait partie du district de Kitakoma.

## Géographie

### Topographie et hydrographie

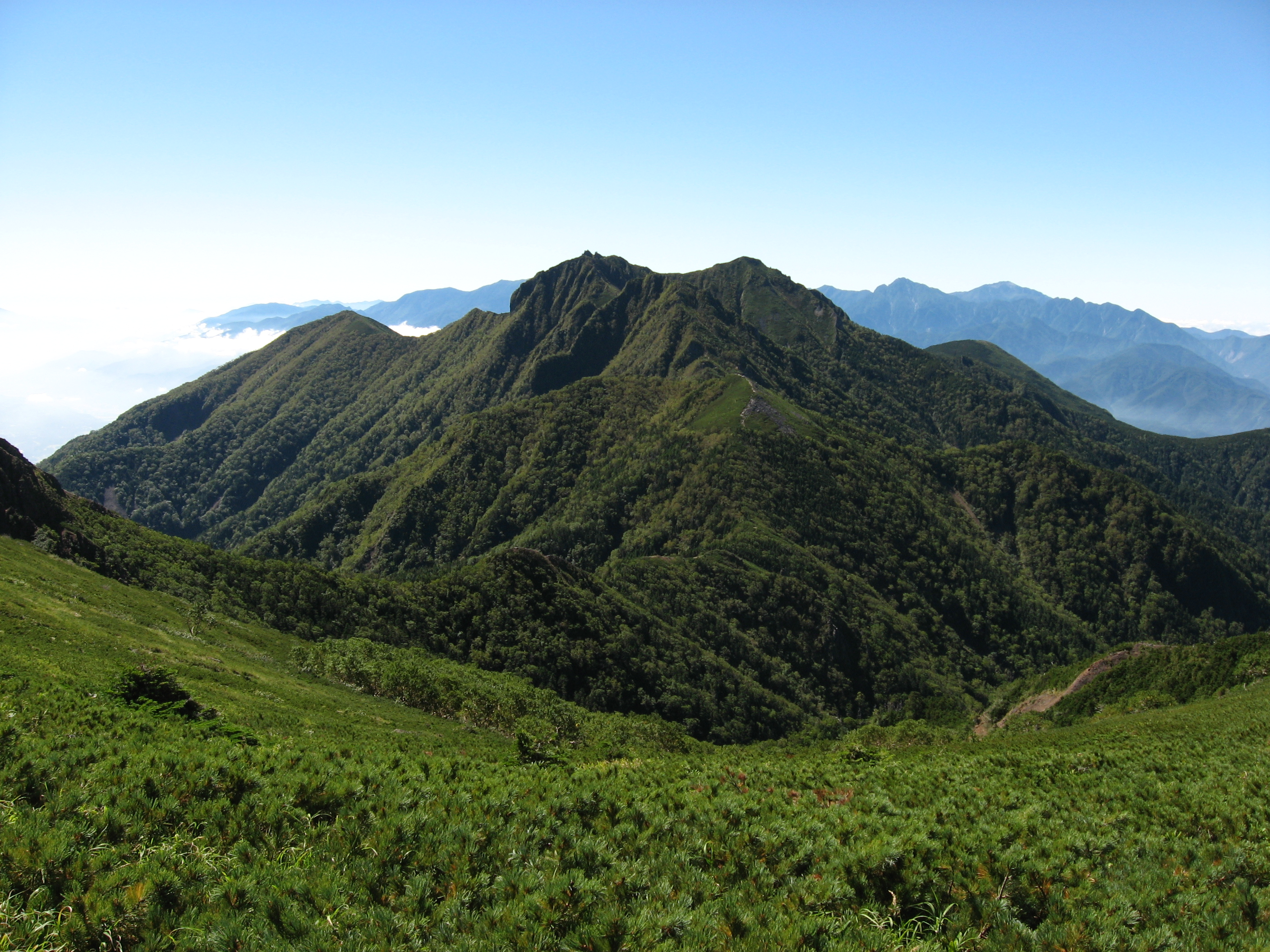
Le mont Gongen à Nagasaka.

Nagasaka se trouve dans le nord-ouest de la préfecture, dans le district de Kitakoma. Le bourg occupait une superficie de 40,86 kilomètres carrés. Le nord de la ville se trouve dans les hauts plateaux du piémont sud des monts Yatsugatake, une zone de pâturages collectifs avec une culture active de légumes de haute montagne. Au sud, des activités telles que la sériciculture sont pratiquées.

### Villes limitrophes

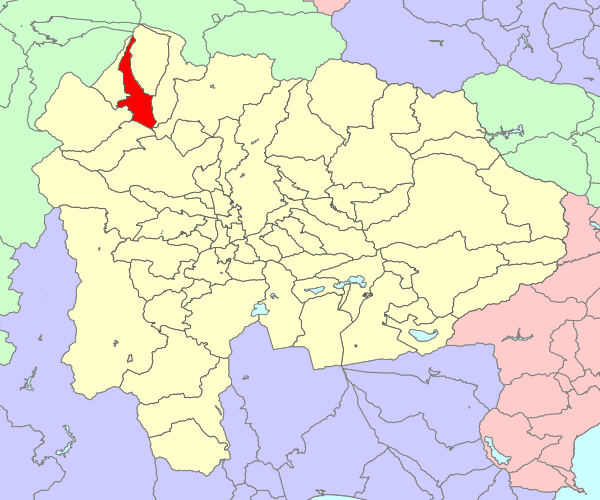
Localisation de Nagasaka dans la préfecture de Yamanashi (tracés territoriaux du 1er mars 2003).

Entités territoriales limitrophes à la date de la fusion du 1er novembre 2004,. À sa création le 1er janvier 1955, Nagasaka est entouré à partir de l'ouest, dans le sens horaire, du village de Sugawara (ja) (菅原村), du bourg de Kobuchisawa (ja) (小淵沢町), des villages de Koizumi (ja) (小泉村), Ōizumi (大泉村), Takane (高根村), Wakamiko (ja) (若神子村) et Mukawa (武川村), tous du même district de Kitakoma. Après avoir absorbé Koizumi le 30 mars de la même année, Nagasaka devient voisin du village de Sakai (ja) (境村), du district de Suwa de la préfecture de Nagano,. Le lendemain, Wakamiko fusionne avec trois autres villages pour former le bourg de Sudama (須玉町), renommé Sutama en 1990. Le 1er avril, Sakai et deux autres villages sont fusionnés au village de Fujimi pour former le bourg de Fujimi (富士見町), tandis que le 1er juillet, Sugawara fusionne avec le village de Hōrai (ja) (鳳来村) et d'une partie de celui de Komagi (ja) (駒城村), ainsi que d'une partie de Nagasaka pour former le bourg de Hakushū (白州町),. Le 1er octobre 1962, Takane est promu au rang de bourg. 

## Histoire

### Préhistoire et Antiquité
Le piémont sud des monts Yatsugatake est une région où se trouvent de nombreux sites archéologiques allant de la période paléolithique à la période Jōmon. Dans l'actuel Nagasaka, plus de deux-cent sites de ces périodes ont été mis au jour.
Parmi les sites de la période Jōmon, le site de Saki no Miba (ja) à Nagasakakamijō (長坂上条) contient un grand village de la période Jōmon moyenne, tandis que le site de Nagasaka-Kamijō est reconnu comme un site présentant des alignements en pierre de la période Jōmon tardive.
Durant la période Heian (794-1185), le piémont sud des Yatsugatake voit l'émergence de villages centrés sur l'exploitation de pâturages, et à Nagasaka, des villages de grande taille, dont le site de Yanagitsubo (柳坪), peuvent être observés. Dans l'Antiquité, l'actuel Nagasaka fait partie du village de Hemi (逸見郷) dans le comté de Koma (ja), mentionné dans le Wamyō ruijushō. Bien que les vestiges de la période de Nara (710-794) soient rares, les vestiges de la période Heian sont très répandus, suggérant un développement important durant cette dernière période.

### Moyen Âge
Au Moyen Âge, Nagasaka fait partie de la seigneurie de Hemi (逸見荘), et il est supposé qu'à la fin de l'époque de Kamakura (1185-1333) et pendant l'époque Nanboku-chō (1336-1392), les hameaux de Kamiōbatta (上大八田), Shimoōbatta (下大八田) et Natsuyaki (夏焼) étaient également sous le contrôle des administrateurs de la province de Kai et du clan Nikaidō. De plus, durant l'époque de Muromachi (1336-1573), les hameaux réunis d'Ōbatta (大八田) faisaient partie de la seigneurie d'Ōyawata (大八幡荘).
Pendant la période Sengoku (1477-1573), les conflits entre le clan Takeda, administrateur de Kai, et les puissants seigneurs locaux de Kai, ainsi que ceux de la province voisine de Shinano s'intensifient. Selon le Kōhakusaiki (ja), le 18 février de la neuvième année de l'ère Tenbun (1540), une bataille a lieu à Koarama (小荒間) entre les Takeda et Murakami Yoshikiyo (1501-1573) du comté de Chiisagata la province de Shinano. En juin de la dixième année du Tenbun (1541), l'invasion de Shinano par Takeda Harunobu (plus tard connu sous le nom de Takeda Shingen) est en pleine action. En raison de sa proximité avec la frontière entre Kai et Shinano, l'actuel Nagasaka devient un bastion du camp de la province de Shinano, qui s'établit à Oigamori (大井ノ森).
Dans l'ancien village de Nagasaka (長坂郷), les vestiges de la résidence du clan Nagasaka (長坂氏) existent, et selon le Kaikoku-shi (ja), il s'agit de la résidence de Nagasaka Torafusa (ja) (1513-1582), un vassal des Takeda. De plus, à Ōbatta, on trouve les vestiges du château de Fukakusa (深草館) et du manoir du clan Ōwada (大和田氏).

### Temps modernes
À l'époque moderne, Nagasaka continue de faire partie de la seigneurie de Hemi. Au début de l'époque moderne, tous les villages de la région sont sous l'administration de hatamoto, comprenant les familles Yashiro-Etchū (屋代越中), Saegusa-Tosa (三枝土佐守), et Sanada-Ōki (真田隠岐). Pendant cette période, divers villages se sont formés. En l'an premier de l'ère Hōei (1704), l'ensemble des villages rejoignent le domaine de Kōfu. En 1724, avec le placement de la province de Kai sous contrôle direct du shogunat, il passe sous la juridiction de la magistrature de Kōfu (ja) (甲府代官所), et ce jusqu'à la fin de l'époque d'Edo (1603-1868). La province de Kai comprenait également des domaines des gosankyō, et à Nagasaka, il y avait des domaines des familles Hitotsubashi (ja) (一橋) et Shimizu (ja) (清水).
L'économie est principalement basée sur la riziculture et des cultures maraîchères. En raison des variations d'altitude, la culture maraîchère est plus présente dans le nord du bourg, tandis que le sud est plus riche en rizières. Avec le développement de canaux d'irrigation à partir des sources d'eau du piémont sud des Yatsugatake, l'agriculture s'est développée, ce qui entraîne également des conflits liés à l'eau. En outre, les industries liées au transport le long de la route de Kōshū se sont également développées. Lors de la rébellion du Tenpō (ja) en 1836, qui touche l'entièreté de la province de Kai, les paysans rebelles se dirigent vers la frontière entre Kai et Shinano, et Nagasaka subit ainsi des dommages.
Dans la septième année de l'ère Meiji (1874), après l'abolition de la loi sur les impôts de grande et petite tailles et les révoltes (ja) qui s'ensuivent, le gouverneur de la préfecture de Yamanashi, remplaçant la province de Kai en 1869, Fujimura Shirō (ja) (1845-1909), met en œuvre diverses politiques de développement industriel pour alléger la charge fiscale. Il recrute des anciens samouraïs et autres immigrants pour entreprendre le défrichage de la région de Hinohara (日野原), qui était à l'origine encore foresté. Ce défrichage est dirigé par le conseiller préfectoral Tomioka Yoshiaki (ja) (1822-1909). Durant la même époque, une tentative de développement de la sériciculture naît à Nagasaka, mais échoue. D'autres tentatives de culture du thé et de la vigne ont aussi lieu.
Les efforts de colonisation se poursuivent par la suite, mais le bilan migratoire est négatif. Avant la fusion municipale, l'économie de Nagasaka est principalement axée sur le tourisme lié aux monts Yatsugatake.
Le bourg moderne de Nagasaka est créé le 20 janvier 1955 par la fusion des villages d'Akita (ja) (秋田村), Kiyoharu (ja) (清春村) et Hinoharu (ja) (日野春村), auxquels s'ajoute le village de Koizumi (ja) (小泉村) le 30 mars 1955. Le 1er juillet 1955, l'ōaza (ja) (section de village) de Kataoroshi (片颪) passe de Nagasaka au nouveau bourg de Hakushū.
Le 1er novembre 2004, après des ententes, une fusion volontaire est effectuée entre Nagasaka et les bourgs de Hakushū (白州町), Takane (高根町) et Sutama (須玉町) et les villages d'Akeno (明野村), Mukawa (武川村) et Ōizumi (大泉村), entraînant la création de la ville de Hokuto (北杜市), dont le nom signifie « Nord de Yamanashi », en utilisant le caractère pour nord « 北 » et le caractère « 杜 » qui se lit « Yamanashi » et fait référence à la poire japonaise,.

## Éducation
On y trouve le lycée municipal Kōryō de Nagasaka (ja) (組合立甲陵高等学校), le lycée préfectoral de Hokuto (ja) (山梨県立北杜高等学校), ainsi que quatre écoles primaires et deux collèges.

## Transports
Nagasaka est desservie par la ligne principale Chūō de la JR, aux gares de Hinoharu (ja) (日野春駅) et de Nagasaka (ja) (長坂駅), et par la ligne Koumi de JR East, à la gare de Kai-Koizumi (ja).
L'autoroute Chūō et les routes préfectorales 17 (ja), 32 (ja), 608 et 609 passent aussi par Nagasaka.

## Culture et patrimoine
- Sanctuaire shinto Homi Suwa Jūgosho-jinja (ja) (穂見諏訪十五所神社)
- Source d'eau Sanbuichi Yūsui (ja)
- Centre Hokuto Ōmurasaki (ja)
- Lac Midori (ja)
- Source d'eau Metori Yūsui (ja)
- Kiyoharu Art Colony (ja) (清春芸術村)
- African Art Museum (ja) (アフリカンアートミュージアム)
- Musée Hirayama Ikuo Silk Road (ja) (平山郁夫シルクロード美術館)
- Musée du Voyage et de la Fantaisie de Kiyoharu (清春 旅と空想の美術館)
- Musée Yatsugatake Reedorgan (八ヶ岳リードオルガン美術館)
- Musée Yatsugatake de la calligraphie Taiun (八ヶ岳泰雲書道美術館)
- Musée Hinoharu Alps (日野原アルプ美術館)

## Personnes notables
- Ozawa Kōmin (小沢 幸民, Ozawa Kōmin?), activiste politique durant la période Meiji, y est né, dans l'ancien village d'Akita[7],[8].
- Ryūnan Horiuchi (ja) (堀内 柳南, Horiuchi Ryūnan?, 1873-1932), enseignant et poète, y est né, dans l'ancien village d'Ōbatta[9].
- Tomohiko Kira (吉良 知彦, Kira Tomohiko?, 1959-2016), auteur-compositeur-interprète, y est né[10].